# لورانس برنس
لورانس برنس هو قرصان رسمي هولندي، ولد في 1630 في أمستردام في هولندا، وتوفي في 27 أبريل 1717.